# Knut Solem
Knut Solem (født 30. juli 1946, død 11. juni 2025) var en norsk diplomat. Han var Norges ambassadør i Filippinerne frem til 2014.
Solem har været Generalkonsul i Rio de Janeiro i Brasilien samt ambassadør i De forende arabiske emirater med sideakkreditering til Qatar. I 1996 blev han udnævnt til ambassadør i Singapore. og fik samme år sideakkreditering til Brunei og Myanmar. Efter en periode som specielrådgiver og afdelingsleder for  Utenriksdepartementet, blev han i 2005 udnævnt som ambassadør i Mexico. Det følgende år fulgte en sideakkreditering til Cuba. I 2009 blev Solem udnævnt til ambassadør i Manila på Filippinerne, en post han blev på frem til 2014. 
Solem blev i 1995 udnævnt til ridder af 1. klasse af St. Olavs Orden. I 2006 blev han udnævnt til kommandør af Den Kongelige Norske Fortjenstorden.